# Falkertsee
Der Falkertsee ist ein See in den Gurktaler Alpen in Kärnten nördlich von Patergassen. Er ist ein oberflächenwarmer Hochgebirgssee.

## Geographie
Der Falkertsee liegt in den westlichen Gurktaler Alpen und dürfte glazialen Ursprungs sein. Der geologische Untergrund besteht aus Quarzphylliten der Nockberge innerhalb der Gurktaler Alpen.
Der See liegt in 1872 m Seehöhe. Sein Einzugsgebiet einschließlich Seefläche beträgt 92 ha. Seine größte Länge beträgt 305 m, seine größte Breite 187 m. Die größte Tiefe misst 13,2 m, die mittlere Tiefe liegt bei 5,5 m. Die Gesamtfläche beträgt etwa 43.180 m², wobei 54 m² auf Felsen und 43.126 m² auf die Seefläche entfallen. Das Wasservolumen beträgt 238.131 m³. Die Uferlänge beträgt 906 m.
Obwohl der Untergrund stark zerklüftet ist, ist die Beckenform des Sees recht einfach. Dies schlägt sich in der niedrigen Seebecken-Rauheit von 3,7 nieder. Der Seegrund ist im Nordwestteil des Sees sehr steil, die Neun-Meter-Tiefenlinie liegt hier nur 16 m vom Ufer entfernt.

## Hydrologie und Ökologie
Die Oberflächentemperatur kann im Sommer 13 °C erreichen. Eine deutliche Sprungschicht wird aber nicht ausgebildet.
Die Leitfähigkeit des Seewassers ist sehr gering (54 bis 59 mS/m). Der pH-Wert des Wassers lag im August 1982 zwischen 7,3 und 6,9, während der Durchmischungszeit im November zwischen 8,2 und 8,3. Die höchste gemessene Karbonathärte betrug 2,77° dH. Sauerstoffsättigung sank im August von 98 % in ein Meter Wassertiefe auf 71 % in zwölf Meter Tiefe. Während der Durchmischung lag eine Übersättigung von 5 bis 17 % vor. Der Gesamt-Phosphor betrug im Sommer in den obersten acht Meter rund 8 µg/l, über Grund bis 57 µg/l. Während der Durchmischung hatte der ganze Wasserkörper Werte von über 20 µg/l.
Die Phytoplanktonmasse betrug im Epilimnion (0 bis 6 m) durchschnittlich 1095 g/m³ im August und 1508 g/m³ im November. Die gesamte Algenbiomasse in der Wassersäule bis 13 m Tiefe lag im Sommer bei 11,9 g unter einem Quadratmeter, im November bei 22 g. Dieser Anstieg im November war durch den Anstieg an Chlorophyceae, insbesondere Planktosphaeria gelatinosa, bedingt. Im Sommer herrschten Diatomeen (52 %) vor, gefolgt von Chrysophyceae, Cryptophyceae und Chlorophyceae (14 bis 16 %). Im Herbst dominierten die Chlorophyceae mit 51 %, gefolgt von Diatomeen und Cryptophyceae.
Die chemischen Parameter sowie die für Hochgebirgsseen recht hohe Algenbiomasse zeigten eine Belastung des Sees mit Nährstoffen aus dem Einzugsgebiet an. Der See wurde 1982 als mesotroph eingestuft.

## Nutzung
Am See liegen Hotels, Jausenstationen und Wochenendhäuser.

## Tiere im Falkertsee
Im Falkertsee  kommen folgende 5 Fischarten vor:
- Amerikanischer Seesaibling (Salvelinus namaycush)
- Bachforelle (Salmo tutta f. fario)
- Bachsaibling (Salvelinus fontinalis)
- Elritze (Phoxinus phoxinus)
- Seesaibling (Salvelinus umbla)

Der Bestand an Seesaibling ist seit dem Mittelalter belegt. 1986/87 wurden Bachsaiblinge und Amerikanische Seesaiblinge eingesetzt, die als Nahrungskonkurrenten für die natürlichen Bestände anzusehen sind. Die vormals hohen Bestände an Elritzen sind in den letzten Jahren stark zurückgegangen.